# مهدي أباد (مقاطعة فهرج)
مهدي أباد (بالإنجليزية: Mehdiabad, Fahraj)‏ هي مستوطنة تقع في ناحية نغين كوير في إيران.